# 魔术沙
魔术沙是一种被疏水材料包裹的沙制玩具。这种疏水材料使用了三甲基硅醇这种有机化合物。

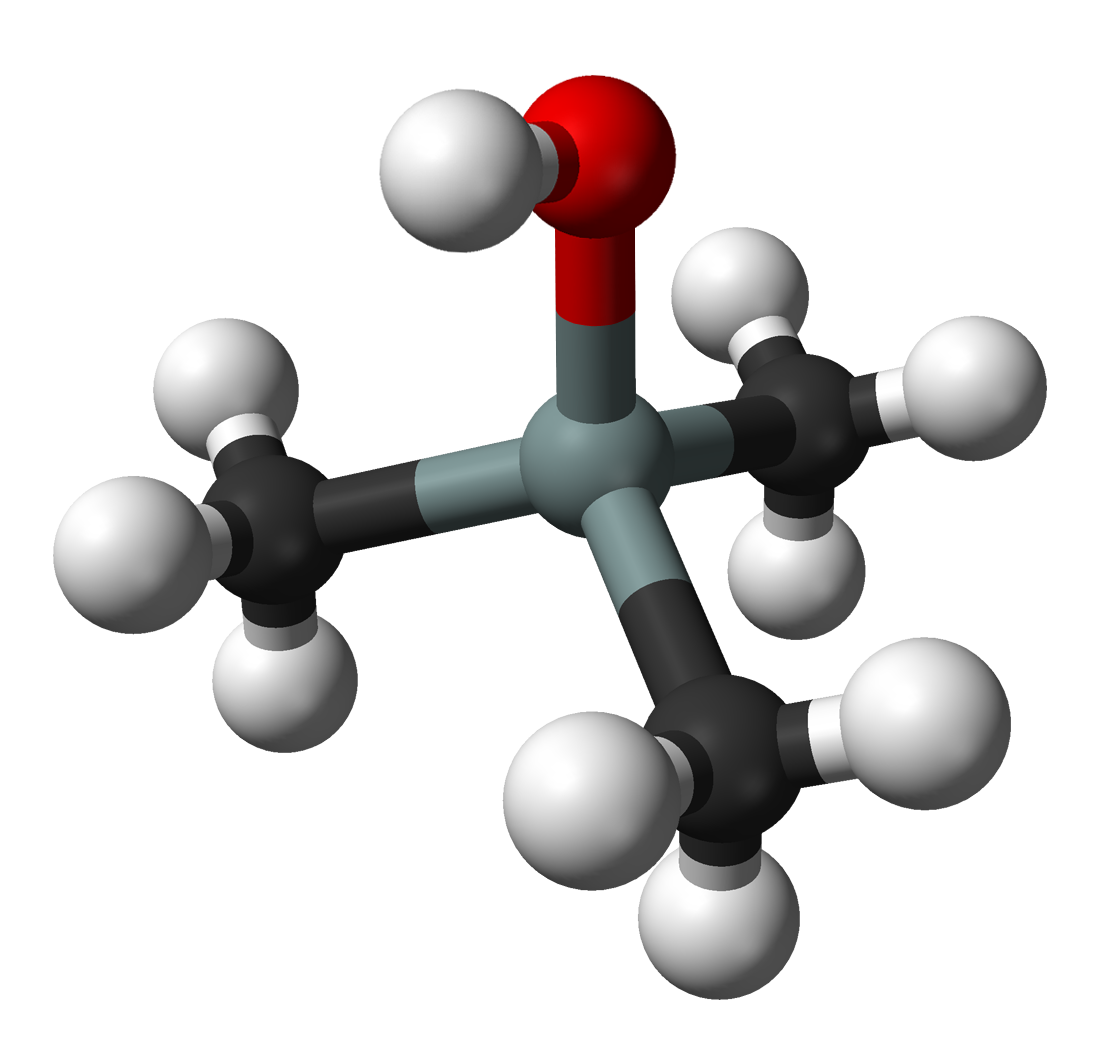
三甲基硅醇

最早的防水沙在1915年的《The Boy Mechanic Book 2》一书中记载。这个防水沙由东印度魔术师发明，它由混合加热的沙子和熔化的蜡得到，所用的蜡在水中可以疏水。

## 扩展链接
- Magic Sand Experiment from the American Chemical Society （页面存档备份，存于）
- Video of Magic sand （页面存档备份，存于）
- Video of how to make Magic Sand （页面存档备份，存于）
- Magic Sand